# Laaßstraße 2, 3 (Magdeburg)

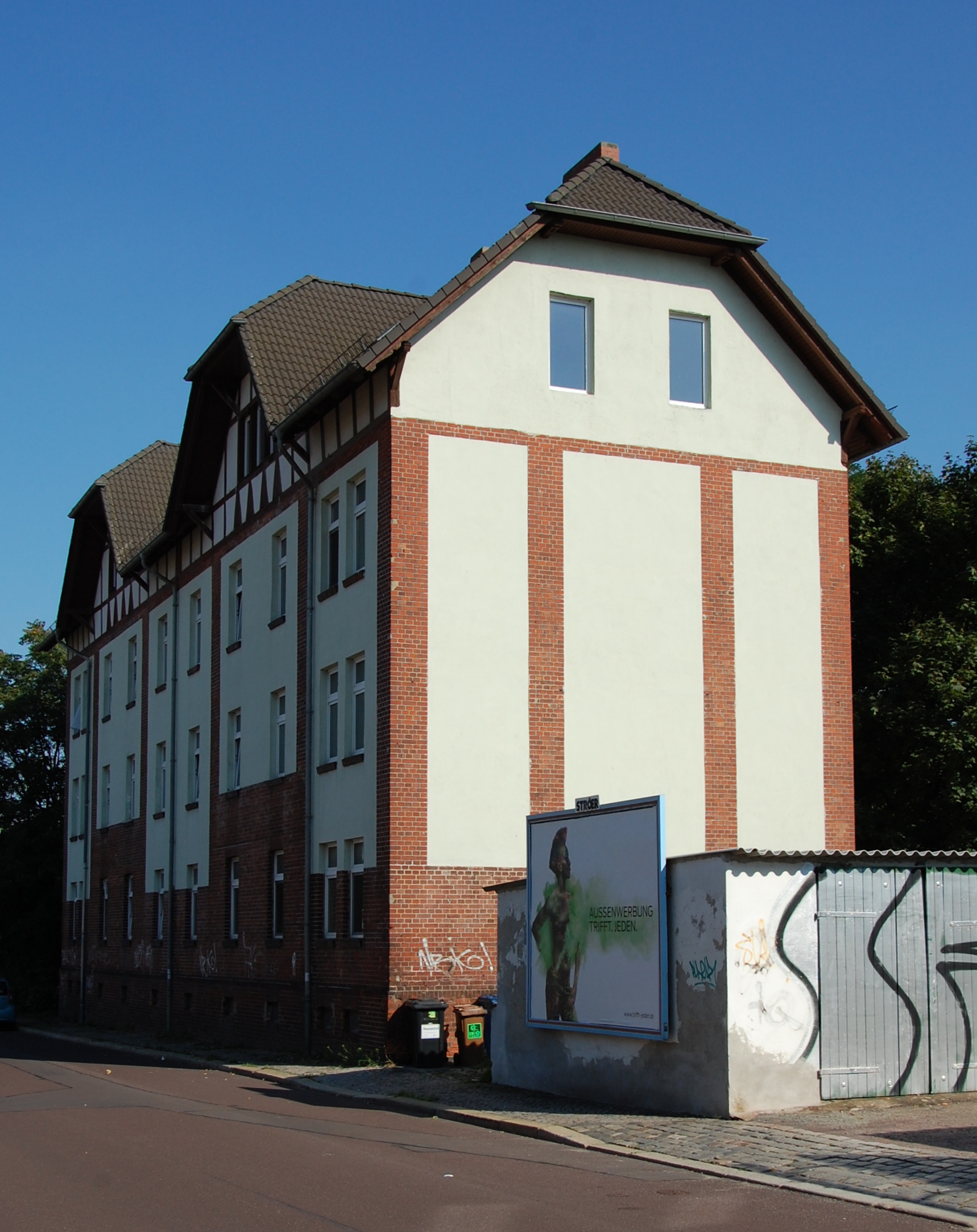
Laaßstraße 2, 3

Das Gebäude Laaßstraße 2, 3 ist ein denkmalgeschütztes Wohnhaus in Magdeburg in Sachsen-Anhalt.

## Lage
Es befindet sich auf der Südseite der Laaßstraße im Magdeburger Stadtteil Neue Neustadt. Unmittelbar südlich des Hauses verläuft die Bahnstrecke Berlin–Magdeburg.

## Architektur und Geschichte
Das dreigeschossige verputzte Wohnhaus entstand in den Jahren 1905 bis 1907 als Wohnhaus für Bahnarbeiter. Bauherr des Doppelwohnhauses war die Königliche Eisenbahndirektion der Preußischen Staatseisenbahnen.
Die Fassade wird durch hell geputzte Flächen und rote Ziegelflächen gegliedert. Der Dachbereich ist zum Teil ausgebaut und mit Giebeln in Fachwerkbauweise versehen. Bedeckt wird das Gebäude von einem Krüppelwalmdach. Die Eingänge sind auf der straßenabgewandten Südseite angeordnet.
Das Wohnhaus gehört zu einem Ensemble mehrere Gebäude mit Bezug zur Eisenbahn in der Nähe, so der südlich befindliche Bahnhof Magdeburg-Neustadt und das Beamtenwohnhaus Lübecker Straße 135.
Im örtlichen Denkmalverzeichnis ist das Gebäude unter der Erfassungsnummer 094 82222 als Wohnhaus verzeichnet.